# 587
587(오백팔십칠)은 586보다 크고 588보다 작은 자연수다.

## 수학
- 107번째 소수(素數)다. 앞의 소수는 577, 다음 소수는 593이다.
  - 20번째 안전 소수(↔ 293)다. 앞의 안전 소수는 563, 다음은 719다.
  - 28번째 슈퍼 소수로, 587의 소수 순번인 107도 소수다. 앞의 슈퍼 소수는 563, 다음은 599다.
- {\displaystyle 587=107+109+113+127+131}
  - 연속하는 소수(素數) 5개의 합으로 나타낼 수 있으며, 이 성질을 지닌 앞의 수는 559, 다음 수는 617이다.
- {\displaystyle 587=3^{2}+7^{2}+23^{2}}
  - 서로 다른 세 소수의 제곱합으로 나타낼 수 있는 9번째 소수다. 이 성질을 지닌 앞의 수는 563, 다음 수는 659다. (OEIS의 수열 A182479)

## 과학
- NGC 587(독일어판, 프랑스어판): 삼각형자리 방향에 있는 막대나선은하.
- 587 힙시필레(영어판): 소행성.

## 교통

### 항공
- 아메리칸 항공 587편 추락 사고

### 도로
- 고속도로
  - 주간고속도로 제587호선 (노스캐롤라이나주)(영어판)
  - 주간고속도로 제587호선 (뉴욕주)(영어판)
- 기타
  - 587번 지방도: 대한민국의 과거 지방도.
  - 현도 제587호선
  - 장산 제2터널의 길이는 587m다.

## 군사
- U-587(영어판): 제2차 세계 대전에 사용된 나치 독일의 군용 잠수함.

## 문화유산
- 대한민국의 보물 제587호: 필암서원 문적 일괄

## 기타
- 연도: 587년, 기원전 587년